# Pepijn van den Nieuwendijk

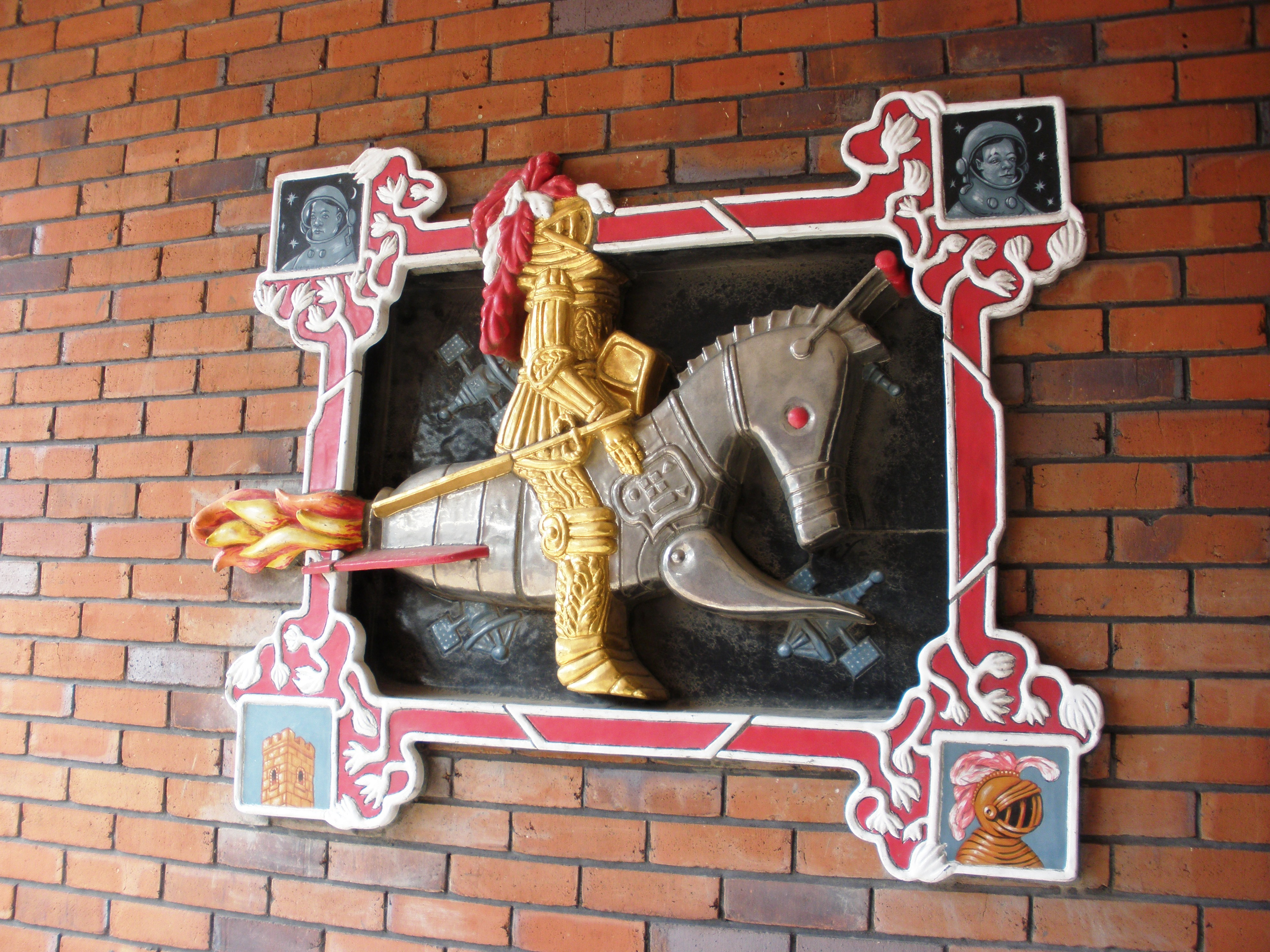
De ruimteridder van Woerden in doorgang naar binnentuin Veluwemeer 112, Woerden

Pepijn van den Nieuwendijk (Waddinxveen, 13 oktober 1970) is een Nederlands kunstschilder en keramist. In oktober 2007 kwam hij in het nieuws nadat hij via Google een grote kunstdiefstal oploste uit Haagse galerieën. Toen hij op zijn eigen naam zocht, trof hij zijn gestolen kunstwerken aan op een veilingsite. Naast de schilderijen van Pepijn van den Nieuwendijk trof de politie bij de dief meer dan honderd schilderijen en beelden aan van diverse kunstenaars. Van den Nieuwendijk volgde de opleiding typografie en grafische vormgeving aan de academie (1990-1994) in Den Haag en vervaardigt onder de naam Cirque de Pépin schilderijen en keramische objecten. Hij woont en werkt in Den Haag.